# Reach the Rock
Reach the Rock es una película de comedia dramática estadounidense de 1997 dirigida por William Ryan y protagonizada por William Sadler y Alessandro Nivola. Fue escrito y producido por John Hughes.

## Premisa
Un alborotador de un pueblo pequeño (Alessandro Nivola), sin rumbo y alienado, termina pasando una noche en una celda de la cárcel, donde él y el jefe de policía (William Sadler) se involucran en una batalla de voluntad e ingenio.

## Elenco
- William Sadler como Quinn
- Alessandro Nivola como Robin
- Bruce Norris como Ernie
- Brooke Langton como Lise
- Norman Reedus como Danny
- Karen Sillas como Donna
- Richard Hamilton como Ed